# تواري (آن)
تواري (بالفرنسية: Thoiry)‏ هي بلدية فرنسية تقع في إقليم الآن في فرنسا. رمز إنسي لها هو:1419. أما الرمز البريدي لها فهو: 1710.